# KFC
Kentucky Fried Chicken, thường được biết đến với tên gọi tắt là KFC, là một chuỗi cửa hàng đồ ăn nhanh của Mỹ chuyên về các sản phẩm gà rán có trụ sở đặt tại Louisville, Kentucky. Đây là chuỗi nhà hàng lớn thứ hai thế giới (xếp theo doanh thu) và chỉ đứng sau McDonald's với tổng cộng gần 20.000 nhà hàng tại 123 quốc gia và vùng lãnh thổ (tính đến tháng 12 năm 2015). Đây là một trong những thương hiệu trực thuộc Yum! Brands, một tập đoàn cũng sở hữu chuỗi nhà hàng Pizza Hut và Taco Bell.
KFC ban đầu được thành lập bởi doanh nhân Colonel Harland Sanders. Ông bắt đầu công việc bán gà rán từ một nhà hàng nhỏ tại Corbin, Kentucky trong thời kỳ Đại khủng hoảng. Sanders đã sớm nhận thấy tiềm năng từ tổ chức nhượng quyền nhà hàng này, và thương vụ nhượng quyền "Kentucky Fried Chicken" đầu tiên được xuất hiện ở Utah vào năm 1952. KFC sau đó đã nhanh chóng phổ biến hóa các thực phẩm chế biến từ gà trong ngành công nghiệp thực phẩm thành đồ ăn nhanh và cạnh tranh với sự thống trị của hamburger trong thị trường lúc bấy giờ. Bằng việc tự xây dựng thương hiệu cho bản thân dưới cái tên "Colonel Sanders", Harland đã trở thành một hình tượng nổi bật trong lịch sử văn hóa Mỹ, và hình ảnh của ông vẫn còn được sử dụng rộng rãi trong các quảng cáo của KFC cho tới ngày nay. Tuy nhiên, việc mở rộng nhanh chóng của hệ thống cộng với những căn bệnh tuổi già đã khiến ông không thể kiểm soát nổi chuỗi nhà hàng và phải bán công ty lại cho một nhóm nhà đầu tư được dẫn đầu bởi John Y. Brown Jr. và Jack C. Massey vào năm 1964.
KFC là một trong những chuỗi cửa hàng thức ăn nhanh đầu tiên mở rộng thị phần quốc tế, với nhiều cửa hàng ở Canada, Vương quốc Anh, Mexico và Jamaica vào giữa những năm 60. Trong suốt thập niên 70 và 80, KFC phải trải qua nhiều sự thay đổi về chủ quyền sở hữu công ty hoặc gặp nhiều khó khăn trong việc kinh doanh nhà hàng. Đầu những năm 70, KFC được bán cho Heublein, trước khi sang nhượng lại cho PepsiCo. Năm 1987, KFC trở thành chuỗi nhà hàng phương Tây đầu tiên được mở ở Trung Quốc, và ngay lập tức mở rộng thị phần tại đây. Đó chính là thị trường lớn nhất của công ty. Sau đó, PepsiCo đã chuyển hệ thống nhà hàng thức ăn nhanh, bao gồm cả nhãn hiệu KFC, sang một công ty về nhà hàng độc lập Tricon Global Restaurants, sau này đổi tên thành Yum! Brands.
Sản phẩm gốc của KFC là những miếng gà rán truyền thống Original Recipe, được khám phá bởi Sanders với "Công thức 11 loại thảo mộc và gia vị". Công thức đó đến nay vẫn là một bí mật thương mại. Những phần gà lớn sẽ được phục vụ trong một chiếc "xô gà" - đã trở thành một điểm nhấn đặc biệt của nhà hàng kể từ khi giới thiệu lần đầu tiên bởi Pete Harman vào năm 1957. Kể từ đầu những năm 90, KFC đã mở rộng thực đơn của mình để cung cấp cho thực khách những món ăn đa dạng hơn ngoài món gà như bánh mì kẹp phi lê gà và cuộn, cũng như xà lách và các món phụ ăn kèm, khoai tây chiên và xà lách trộn, các món tráng miệng và nước ngọt, sau này được cung cấp bởi PepsiCo. KFC được biết đến với câu khẩu hiệu "Finger Lickin' Good" (Vị ngon trên từng ngón tay), hay "Nobody does chicken like KFC" (Không ai làm thịt gà như KFC) và "So good" (Thật tuyệt).

## Các cột mốc lịch sử

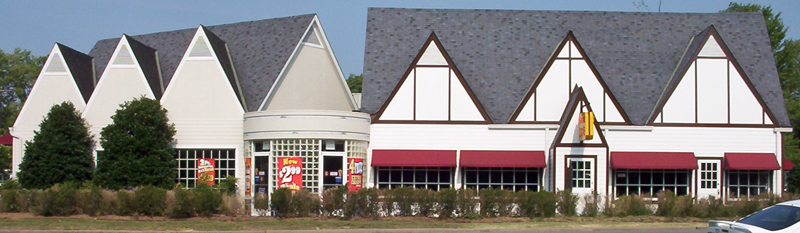
Bảo tàng và Café Harland Sanders, nơi nhà sáng lập KFC Harland Sanders phát triển công thức cho những miếng gà đầu tiên.

- Năm 1939: Ông Sanders đưa ra món gà rán cho thực khách với một loại gia vị mới pha trộn 11 nguyên liệu khác nhau. Ông nói: "Với loại gia vị thứ mười một đó, tôi đã được dùng miếng gà rán ngon nhất từ trước đến nay".
- Năm 1950: Sanders phải bán lại cơ nghiệp ở Corbin, tiểu bang Kentucky, với số tiền chỉ vừa đủ để đóng thuế. Tự tin vào hương vị món ăn của mình nên tuy đã vào tuổi 65, với $105 USD tiền trợ cấp xã hội nhận được, ông lên đường bán những gói gia vị và cách chế biến gà rán đồng nhất cho những chủ nhà hàng nằm độc lập trên toàn nước Mỹ.

Việc kinh doanh đã phát triển, vượt quá tầm kiểm soát nên ông đã bán lại cho một nhóm người. Họ lập nên Kentucky Fried Chicken Corporation và mời ông Sanders làm "Đại sứ Thiện chí".
- Năm 1964: Sander có thêm hơn 600 đại lý được cấp quyền kinh doanh thịt gà ở Mỹ và Canada. Vào năm đó ông đã chuyển nhựợng niềm đam mê của mình cho Jonh Brown, người sau này là thống đốc bang Kentucky từ năm 1980 đến năm 1984, với giá 2 triệu USD.
- Năm 1969: Tham gia Thị trường chứng khoán New York, "Colonel" Sanders mua 100 cổ phần đầu tiên.
- Năm 1971:  KFC một lần nữa thay đổi chủ, Heublien Inc giành được KFC với 285 triệu đôla vào ngày 8 tháng 7 năm 1971, Heublien đã phát triển hơn 3.500 nhà hàng rộng rãi trên toàn thế giới.
- Năm 1986: Nhãn hiệu "Kentucky Fried Chicken" được Pepsi Co mua lại vào ngày 1 tháng 10.
- Tháng 1 năm 1997: Pepsi Co Inc thông báo về việc tách các nhãn hiệu con của nó, họ gộp chung 4 nhãn hiệu KFC, Taco Bell và Pizza Hut thành một công ty độc lập là Tricon Global Restaurants.
- Năm 1991: Ra mắt logo mới, thay thế "Kentucky Fried Chicken" bằng "KFC".
- Năm 1992: KFC khai trương nhà hàng thứ 1.000 tại Nhật Bản.
- Năm 1994: KFC khai trương nhà hàng thứ 9.000 tại Thượng Hải (Trung Quốc).
- Năm 1997: "Tricon Global Restaurants" và "Tricon Restaurants International" (TRI) được thành lập ngày 7 tháng 10.
- Năm 2002: Tricon mua lại A&W All American Food và Long John Silver's (LJS) từ Yorkshire Global Restaurants và thành lập YUM! Restaurants International (YRI).
- Trong các năm 2004 và 2005, KFC đã khởi nguồn thành công với một chiến dịch mang tên "singing soul"  tiếp bước từ sự thành công của chiến dịch "Soul Food" năm 2003 và 2004. Chiến lược "Soul Food" đã giúp KFC tạo được một hệ thống nhận diện thương hiệu hoàn chỉnh và xây dựng được một mối quan hệ tốt đẹp với khách hàng. Thừa hưởng sự thắng lợi đó, "singing soul" hiện nay đã đưa thương hiệu KFC phát triển vượt bậc.[5]

## Phạm vi hoạt động

Các quốc gia được bôi đỏ là các quốc gia có nằm trong phạm vi hoạt động của KFC (2022).

KFC là công ty con của Yum! Brands, một trong những tập đoàn nhà hàng lớn nhất thế giới. Theo thống kê năm 2013, doanh số của KFC đã cán mốc 23 tỉ đô-la. KFC có trụ sở chính tại 1441 Gardiner Lane, Louisville, Kentucky, bao gồm văn phòng điều hành và các cơ sở nghiên cứu phát triển. KFC còn được sáp nhập tại 1209 North Orange St, Wilmington, Delaware. (thông tin cần được giải thích rõ ràng hơn).
Đến tháng 12 năm 2013, đã có 18.875 cửa hàng KFC tại 118 quốc gia và vùng lãnh thổ trên thế giới. Nó bao gồm 4.563 điểm bán hàng tại Trung Quốc, 4.491 tại Hoa Kỳ, và 9.821 ở những nơi khác. Những cửa hàng này được sở hữu bởi nhượng quyền hoặc trực tiếp từ công ty. Mười một phần trăm cửa hàng do công ty đang sở hữu, phần còn lại được chủ sở hữu nhượng quyền thương mại. Mặc dù vốn đầu tư lớn, chủ sở hữu công ty cho phép mở rộng nhiều hơn chuỗi nhà hàng thông qua hình thức chuyển nhượng thương mại.

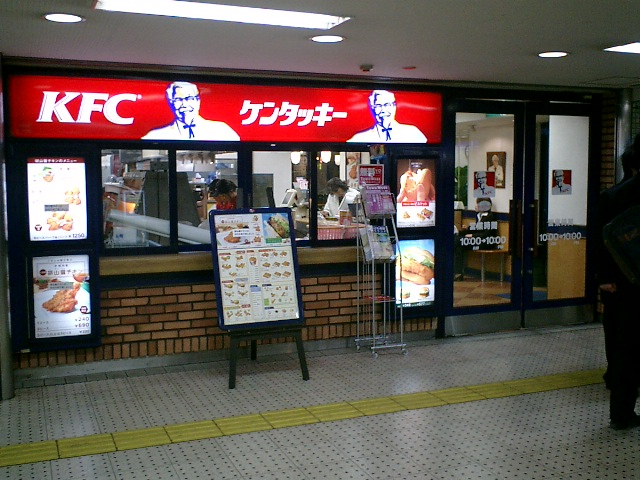
Cửa hàng KFC trước Nhà ga Thành phố Keihan Moriguchi tại Osaka, Nhật Bản.

Hầu hết các nhà hàng đều được trang trí những hình ảnh của nhà sáng lập công ty - Đại tá Harland Sanders. Thay vì ăn tại quán hoặc mang về, nhiều cửa hàng KFC độc lập còn cung cấp dịch vụ mua trực tiếp trên xe. Ngoài ra, KFC cũng có dịch vụ giao hàng tận nơi tại một số thị trường. Bên cạnh những nhà hàng được đặt tại những địa điểm độc lập, KFC còn mở nhiều dịch vụ bán hàng tại các trạm xăng, cửa hàng tiện lợi, sân vận động, công viên và các trường đại học. Trung bình doanh thu hàng năm tính trên đầu người là 1,2 triệu đô-la/người vào năm 2013. Trên thế giới, số lượng đơn đặt hàng trung bình tại một cửa hàng KFC là 250, hầu hết diễn ra vào các giờ cao điểm.

## KFC tại thị trường Việt Nam

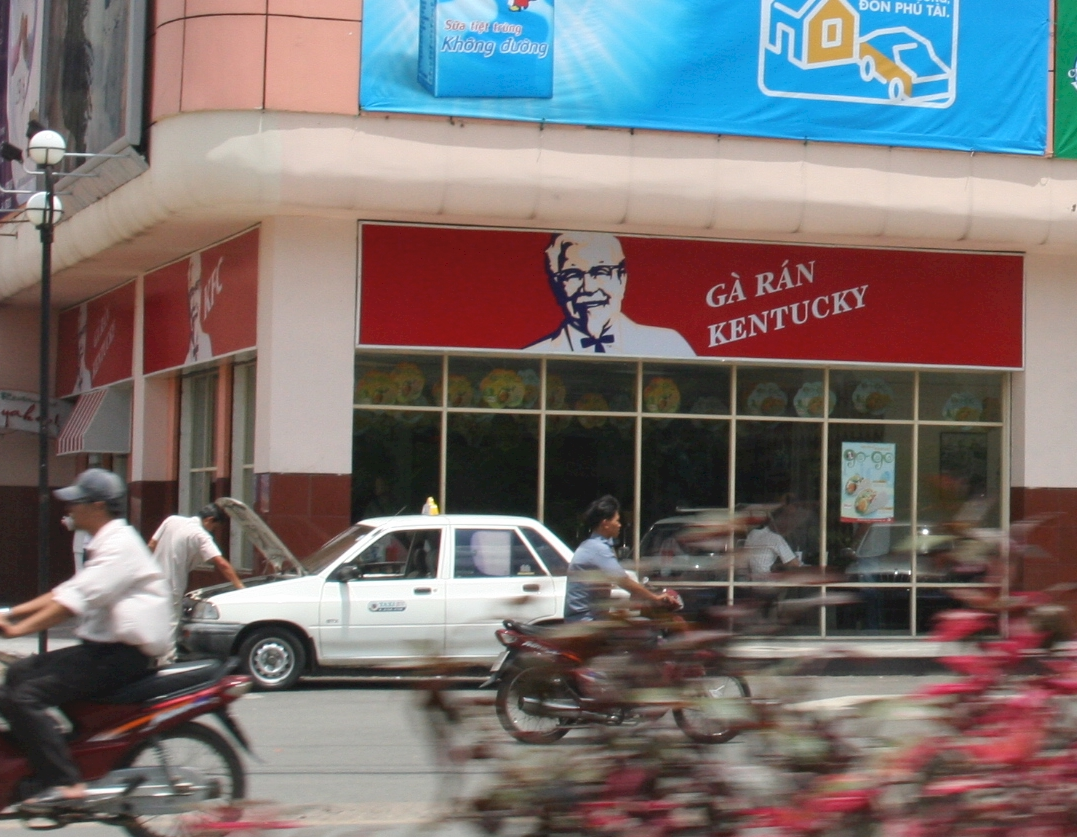
Cửa hàng Gà Rán Kentucky tại Thành phố Hồ Chí Minh (2005).

KFC đã bắt đầu khai trương cửa hàng đầu tiên ở Việt Nam vào cuối năm 1997, tại Trung tâm Thương mại Sài Gòn Super Bowl. Dù đối mặt với nhiều khó khăn khi khái niệm "thức ăn nhanh" vẫn hoàn toàn xa lạ tại đây, và liên tục chịu lỗ trong suốt 7 năm đầu kinh doanh (17 cửa hàng trong 7 năm), nhưng với chiến lược tiếp cận hợp lý, hệ thống nhà hàng của KFC Việt Nam đến nay đã phát triển tới hơn 140 nhà hàng, có mặt tại hơn 19 tỉnh/thành phố lớn trên cả nước. Hàng năm KFC thu hút khoảng 20 triệu lượt khách trong nước, chiếm khoảng 60% thị trường thức ăn nhanh Việt Nam và góp phần giải quyết việc làm cho hơn 3 ngàn người lao động.
Trước sức ép ngày một lớn từ các tập đoàn kinh doanh gà rán nói riêng và thức ăn nhanh nói chung tương tự có tại Việt Nam như: McDonald's, Lotteria, Burger King, Jollibee... KFC đã chế biến thêm một số món để phục vụ những thức ăn hợp khẩu vị người Việt như: Gà quay giấy bạc, Gà Giòn Không Xương, Gà giòn Húng quế, Cơm gà, Cá thanh... Một số món mới cũng đã được phát triển và giới thiệu tại thị trường Việt Nam, góp phần làm tăng thêm sự đa dạng trong danh mục thực đơn: Bắp cải trộn, Khoai tây nghiền, Bánh nhân mứt, Bánh trứng nướng cùng nhiều suất ăn cụ thể cho từng nhóm người.

## Tranh cãi và tác động đến sức khỏe con người

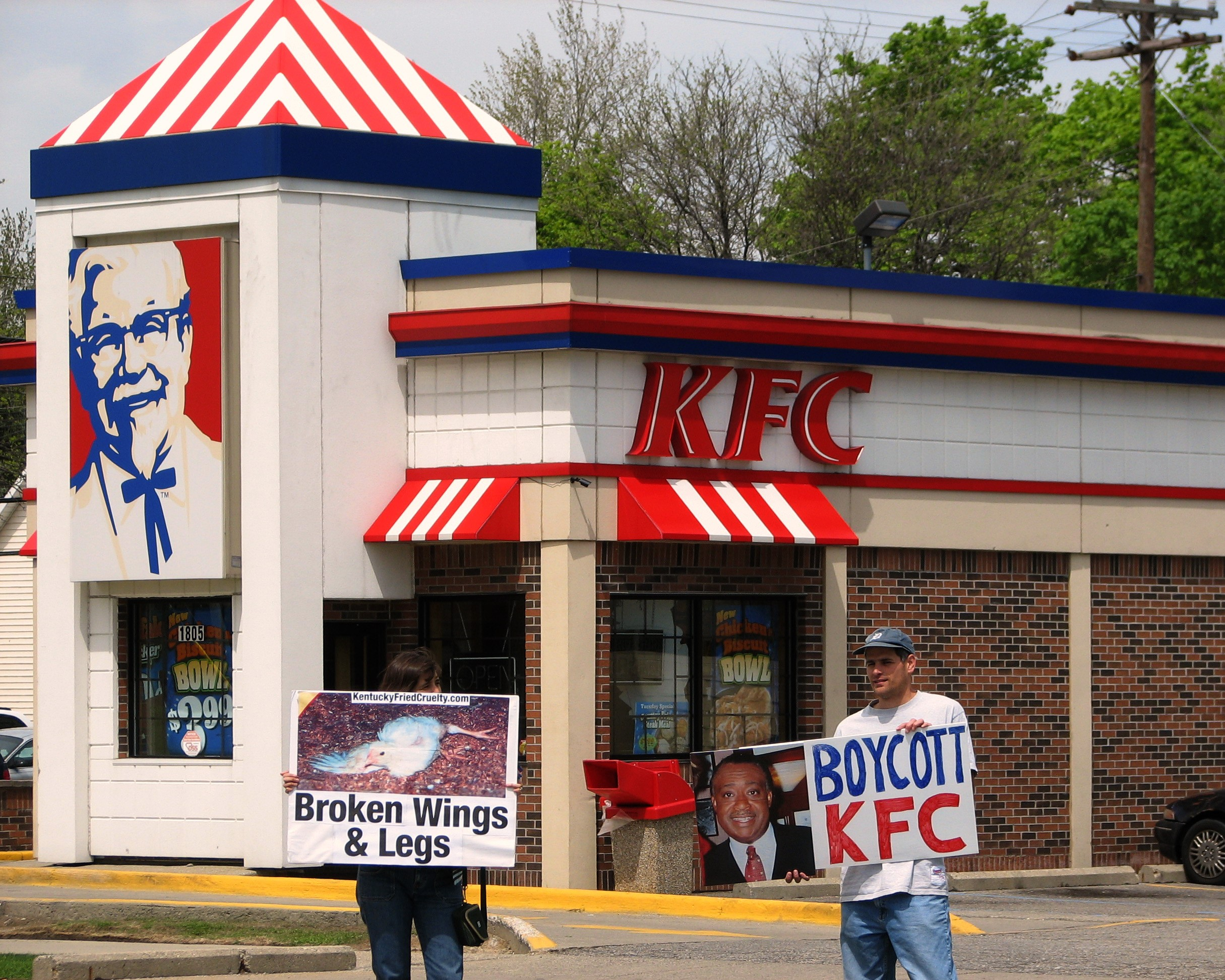
Biểu tình bên ngoài một nhà hàng KFC ở Royal Oak, Michigan.

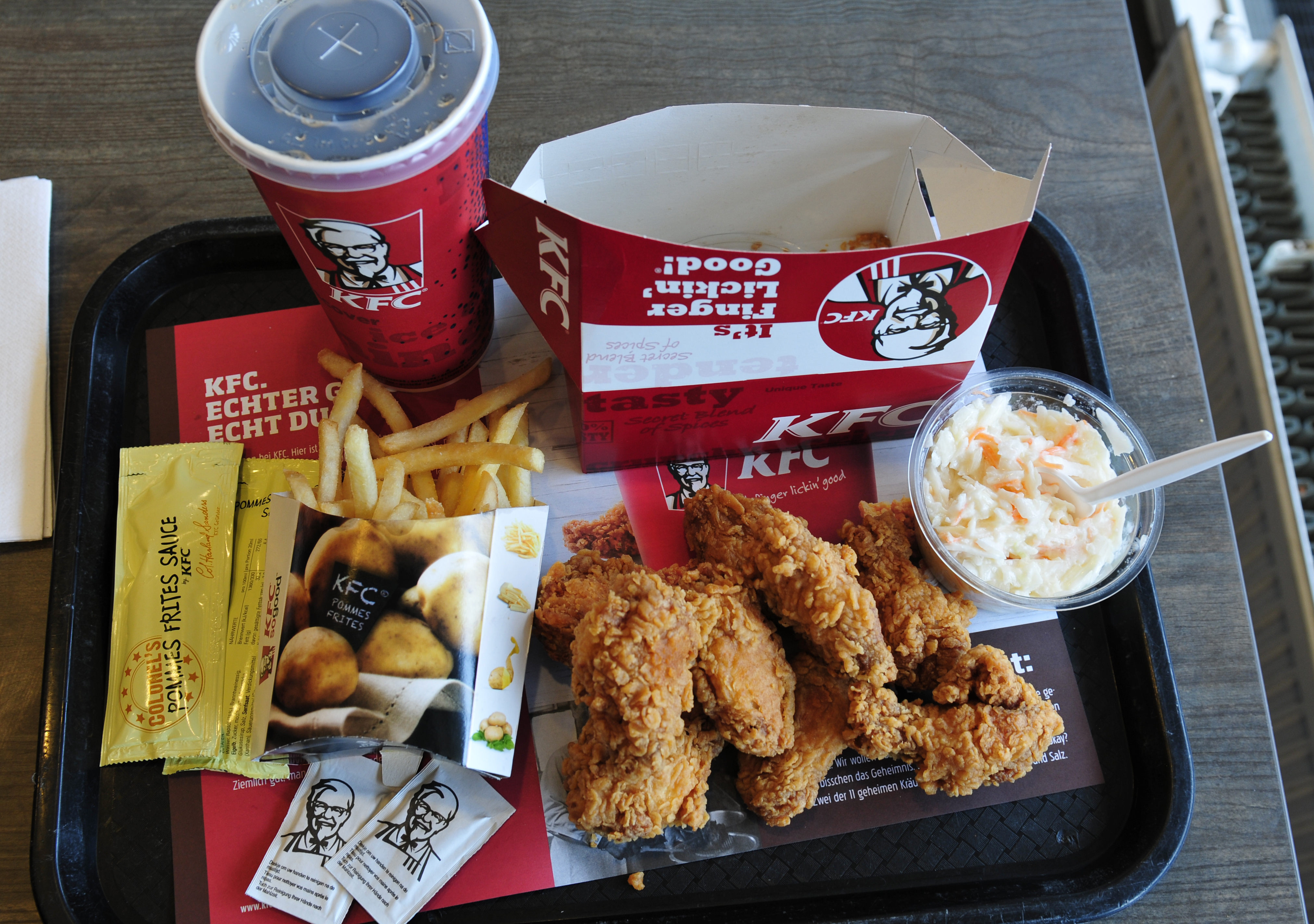
Một bữa ăn phổ biến tại KFC.

Ngoài khía cạnh tích cực trong việc giải quyết vấn đề ăn uống cho những người bận rộn và tạo thu nhập cho xã hội, gà rán KFC cũng như các thức ăn nhanh khác (chủ yếu với các món rán) đã được coi là có hại cho sức khỏe con người nếu được sử dụng liên tục vì các món rán được coi như một trong những tác nhân gây ung thư, béo phì và bệnh lý tim mạch. Việc hạn chế sử dụng các đồ uống có gas thường bán tại các cửa hàng ăn nhanh cũng được các nhà dinh dưỡng học và bác sĩ khuyến cáo.
Kể từ khi bước vào thế kỷ 21, thức ăn nhanh đã bị chỉ trích vì những vấn đề xung quanh việc phúc lợi động vật. Hiệp hội bảo vệ động vật (PETA) đã nhiều lần phản đối việc lựa chọn các nhà cung cấp gia cầm trên toàn thế giới của KFC. Tháng 12 năm 2012, chuỗi cửa hàng KFC ở Trung Quốc dính bê bối khi bị phát hiện sử dụng hormone tăng trưởng và thuốc kháng sinh để tăng tốc độ phát triển của đàn gia cầm và vi phạm luật pháp của Trung Quốc. Điều này đã gây ảnh hưởng nghiêm trọng đến uy tín của hãng ở thị trường Trung Quốc - nơi họ đã thu về gần một nửa lợi nhuận công ty từ đây.